# Krzekotowice
Krzekotowice (prononciation : [kʂɛkɔtɔˈvit͡sɛ]) est un village polonais de la gmina de Pępowo dans le powiat de Gostyń de la voïvodie de Grande-Pologne dans le centre-ouest de la Pologne.
Il se situe à environ 3 kilomètres au sud de Pępowo (siège de la gmina), à 15 kilomètres au sud-est de Gostyń (siège du powiat) et à 72 kilomètres au sud de Poznań (capitale régionale).

## Histoire
De 1975 à 1998, le village faisait partie du territoire de la voïvodie de Leszno.

Depuis 1999, Krzekotowice est situé dans la voïvodie de Grande-Pologne.